# Dálnice v Černé Hoře

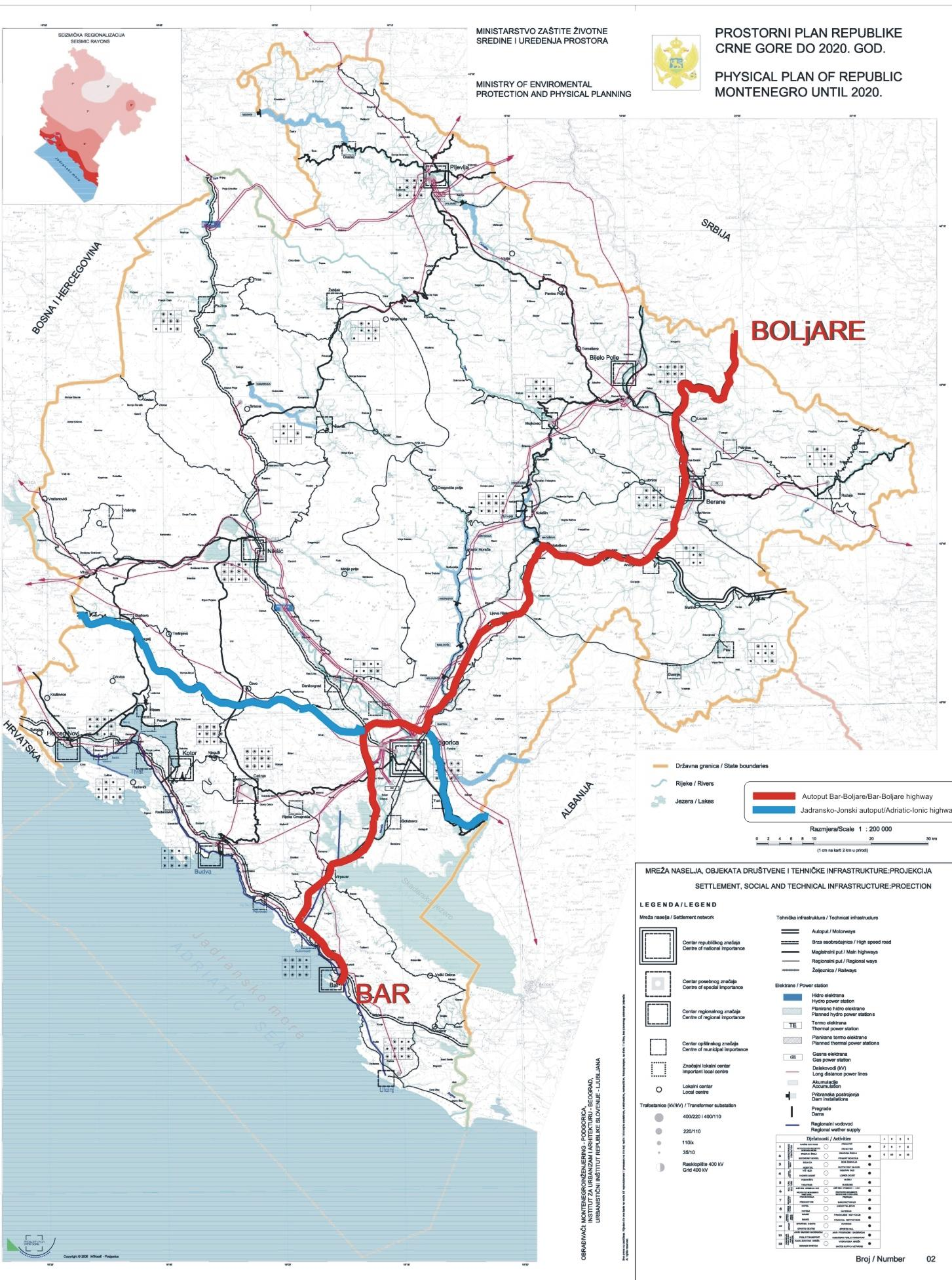
Plánovaná síť černohorských dálnic. Modrá barva označuje Jadransko-jónskou dálnici, červená dálnici Bar - Bělehrad

Černá Hora má aktuálně v provozu 41 km dálnice Bar - Bělehrad, která má spojit černohorské město a přístav Bar u Jaderského moře se Srbskem přes hraniční přechod Boljare. Odtud má navazovat srbská část dálnice až do Bělehradu (část označená jako dálnice A2 se již staví), čímž bude vytvořeno souvislé dálniční spojení střední Evropy s černohorským pobřežím. Pro černohorské dálnice se počítá s nejvyšší dovolenou rychlostí 120 km/h.

## Dálnice Bar–Bělehrad
Dálnice Bar–Bělehrad, známá též srbsky a černohorsky jako Аутопут Београд - Бар (Autoput Beograd - Bar) má měřit celkem 445 km a být označena jako evropská silnce E763. Výstavba byla již zahájena jak zčásti v Srbsku jako dálnice A2 v délce 103,1 km, tak také v Černé Hoře. Celá dálnice na území Černé Hory od města Baru až na hranice se Srbskem v Boljarech má měřit celkem 165,2 km a náročný projekt je rozdělen do pěti stavebních dílů (dionica) s celkem 42 tunely a 92 mosty. Z ekonomického hlediska značně kontroverzní stavba je financována z projektů PPP, zhotovitelem je čínská společnost CRBC. Dálnice bude vzhledem k plánovaným nákladům přesahujícím 809,6 milionů eur zpoplatněna mýtem, jako je tomu zvykem i v ostatních zemích bývalé Jugoslávie.
| díl č. | trasa                                             | celková délka | v provozu | ve stavbě | zprovoznění |
| ------ | ------------------------------------------------- | ------------- | --------- | --------- | ----------- |
| 1      | Đurmani - Virpazar                                | 11,2 km       | 0 km      | 0 km      | ?           |
| 2      | Virpazar - Farmaci - Smokovac (obchvat Podgorice) | 48 km         | 0 km      | 0 km      | ?           |
| 3A     | Smokovac - Veruša - Uvač                          | 34 km         | 34 km     | 0 km      | 7/2022      |
| 3B     | Uvač - Mateševo                                   | 7 km          | 7 km      | 0 km      | 7/2022      |
| 4A     | Mateševo - Andrijevica                            | 23 km         | 0 km      | 0 km      | ?           |
| 4B     | Andrijevica - Berane                              | 11 km         | 0 km      | 0 km      | ?           |
| 5      | Berane - Boljare - (SRB)                          | 41 km         | 0 km      | 0 km      | ?           |

### Současná výstavba stavebních dílů 3A a 3B v úseku Smokovac – Uvač – Mateševo
Výstavba prvního úseku černohorské dálnice (stavební díly 3A a 3B) od předměstí hlavního města Černé Hory Podgorice u obce Smokovac až do Mateševa má trvat 48 měsíců (otevření se připravuje ještě před letní sezónou 2019). Rozestavěné těleso dálnice v délce 41 km v části Smokovac – Uvač – Mateševo prochází velmi náročným terénem (od Smokovce v nadmořské výšce 63 m n. m. až po 1100 m n. m. u Mateševa) a je na něm plánováno 5 viadkuktů o celkové délce 470 m, 13 mostů s celkovou délkou 3 km a 18 tunelů o celkové délce 17 km (nejdelší Vjetrnik má dosahovat 4 km). Počítá se se 4 výjezdy (Smokovac, Pelev brijeg, Veruša a Mateševo). Na stavěném úseku je pro náročnost terénu uvažováno o rychlostním limitu pro osobní motorová vozidla pouze 100 km/h, čímž se i tak zkrátí cesta mezi Podgoricí a Kolašinem z 1 hod. 30 min. na pouhých 25 min.. Výše vybíraného mýta v cenách roku 2014 má za úsek v délce 41 km činit 3,28 €.
Výstavba dálnice způsobila značné zadlužení Černé Hory; to se zvýšilo z 63 % HDP v roce 2012 na 80 % HDP v roce 2019. Celkem si země musela půjčit 1,3 mld. € Stát musel zvýšit některé daně, zmrazit mzdy a omezit některé sociální programy. Vláda sice usilovala o získání financování z Evropských bank; dvě žádosti však nepadly na úrodnou půdu. Důvodem vysokých nákladů je náročný terén, který si vyžádal výstavbu značného počtu dlouhých mostů (např. Most Moračica) a tunelů (např. Tunel Mrke), které se razí ve vápencové skále. Původní termín dokončení (září 2020) se vzhledem ke komplikacím s výstavbou nepodařilo dodržet. Úsek byl uveden do provozu 13.7.2022.

## Jadransko-jónská dálnice
Připravovaná cca 100 kilometrová Jadransko-jónská dálnice má spojit jednak na západě Černou Horu s Bosnou a Hercegovinou, jednak na východě hlavní město Černé Hory Podgoricu s Albánií, odkud má pokračovat přes území Albánie až do Řecka. Část obchvatu Podgorice v délce asi 10 km bude sdílet s dálnicí Bar - Boljare.